# Tchami
Tchami, nom de scène de Martin Bresso (né le 12 mai 1985 à Paris), est un DJ, compositeur et producteur français

## Biographie
Dans les années 2010, Tchami est l'un des pionniers du mouvement future house avec l'artiste néerlandais Oliver Heldens et son titre Gecko (Overdrive). Tchami se distingue des autres DJs par sa tenue de prêtre qu'il porte lors de ses différente prestations. Le nom Tchami lui est attribué lors d'un voyage en Afrique. Il explique « J'ai beaucoup voyagé à travers l'Europe et l'Afrique ces cinq dernières années. Tchami est un nom qui m'a été donné en Afrique et c'est un honneur. Il me paraissait accrocheur, alors je l'ai gardé,. »

### Premières productions (2013–2014)
En 2013, Tchami commence sa carrière musicale en composant certains titres de l'album Artpop de Lady Gaga. Puis il se fait remarquer lors de la sortie de son remix du titre Go Deep de Janet Jackson. Depuis, il a remixé divers titres d'artistes comme Martin Garrix & Jay Hardway, AlunaGeorge, Jack Ü ou encore Mercer. Le 5 décembre 2013, Tchami sort gratuitement son premier EP Promesses sur le label Fool's Gold Records. Les deux titres de l'EP ont aussi été publiés en tant que singles.
En 2014, Tchami sort Shot Caller, le 17 décembre, et Promesses, le 4 janvier 2015, chez Ministry of Sound, en featuring avec Kaleem Taylor. Le 18 avril, Tchami publie son premier single Untrue chez Spinnin' Records. Il coproduit le titre Get Low de DJ Snake et Dillon Francis ainsi que Turn Down for What, de DJ Snake et Lil Jon. Il  coproduit puis remixe You Know You Like It, de DJ Snake et AlunaGeorge.

### The After Life EP(2015–2016)
En 2015, Tchami coproduit le titre Lean On avec Major Lazer et DJ Snake. Le 12 mars, il sort son single After Life en featuring avec Stacy Barthe, issu de son premier EP homonyme sur son label Confession. Il se classe à la 62e place dans Top 100 DJ des disc-jockeys les plus populaires, établi par DJ Mag en octobre 2015.
En novembre 2015, il fonde son propre label, Confession,et signe de nombreux DJs tels que Mercer et Malaa, Angelz, Curbi ou encore Sonny Banks.
En 2016, après une pause de 8 mois à la suite de l'EP The After Life EP, Tchami sort son single SIAW, le 18 août, sur son label Confession en téléchargement gratuit. Le 20 septembre, il sort Prophecy avec la collaboration de Malaa, DJ et producteur parisien. Fin d'année 2016, il annonce qu'il fera une tournée d'un mois Prophecy Tour, en compagnie de Mercer entre février et mars aux États-Unis. Le 1er décembre 2016, il se rend à l'Olympia de Paris pour donner un concert live en présence de Malaa qui effectue la première partie de son set.

### RevelationsetNo Redemption(2017–2019)
En 2017, Tchami sort son single Adieu, le 3 février, issu de son second EP Revelations. Il sort World To Me en featuring avec le chanteur londonien MNEK uniquement sur Spotify. Cette version est rapidement supprimée et le vocaliste change. C'est finalement l'américain Luke James qui chante sur ce single qui sort le 7 juillet. Le 24 mars, il mixe pour la première fois sur la scène principale de l'Ultra Music Festival à Miami où DJ Snake apparait notamment lors de son set puis quelques mois plus tard il est présent sur la scène principale du festival Tomorrowland. Le 25 août, il sort son second EP Revelations. À l'automne, il annonce qu'il fera une nouvelle tournée d'un mois, intitulée No Redemption Tour , en compagnie de Malaa entre novembre et décembre aux États-Unis. Après avoir sorti son second EP, Tchami sort deux titres en collaboration avec Malaa, Summer 99 et The Sermon, issu du prochain EP en commun No Redemption.
En 2018, Tchami et Malaa sortent le dernier titre, Kurupt avant la sortie de l'EP. Le 24 mars, il se produit en compagnie de Malaa sur la Live Stage lors de l'Ultra Music Festival à Miami. Le 4 avril, ils sortent leur EP commun, sous le nom de No Redemption, à la suite de leur tournée No Redemption Tour aux États-Unis. Tchami annonce une deuxième partie de la tournée de No Redemption Tour, toujours en compagnie de Malaa, étendue sur l'année 2018 et 2019 dans le monde. Le 14 juillet, ils clôturent l'Electrobeach Music Festival à Port Barcarès. Le 23 août, il dévoile le titre My Place, une collaboration avec Brohug et Reece. Le 4 octobre, Tchami sort deux titres Shades, une collaboration avec Donnie Sloan, et Aurra.
En 2019, Tchami sort le titre Omega avec la collaboration de Ibranovski, sorti le 25 mars. Le 8 août, il sort Rainforest. Il est apparu sur le single Made in France, issue du second album, Carte Blanche de DJ Snake, avec Malaa et Mercer.

### Year Zero(depuis 2020)
En mai 2020, il annonce la sortie de son premier album, intitulé Year Zero. Proud, une collaboration avec Daecolm et Ghosts, une collaboration avec HANA, sortis le 25 février, en sont les 1re single et 2e single. Le 29 mai, il sort deux autres titres, Born Again et Buenos Aires.
L'album sort officiellement le 23 octobre 2020. De nombreuses collaborations sont présentes sur ce projet. On y retrouve des artistes de musique électronique issus de différents genres comme ZHU, Todd Edwards ou Tony Romera.
Sur ce premier album, Tchami passe en revue un large éventail de styles : house, future house, bass-house, mais aussi le rap sur le titre Praise en collaboration avec le rappeur Gunna.
En 2021, sort la version remixée de son album : Year Zero (Remixes). Une large place est laissée aux habitués de son label Confession : ANGELZ, Mercer, Malaa ou encore Marten Hørger. Tchami invite aussi quelques pointures de différents styles, notamment DJ Q (UK Garage) et Galantis (electro-pop),.
Plus discret en 2022, il annonce mi-2023 le retour de sa collaboration avec le Français Malaa pour une nouvelle tournée de leur concept No Redemption. Le lancement est prévu à l'Amsterdam Dance Event.

## Activités parallèles

### Pardon My French

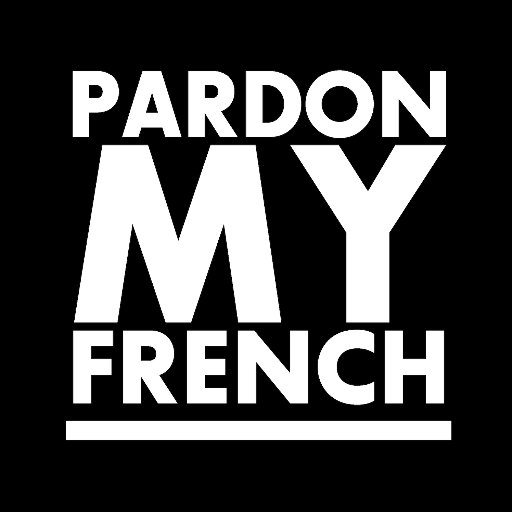
Logo du collectif Pardon My French.

Depuis 2015 Tchami fait partie du collectif Pardon My French avec trois autres DJ français : DJ Snake, Malaa et Mercer. L'objectif de ce collectif est de promouvoir la musique électronique dans le monde, mais aussi de réunir des artistes français pour partager leur passion de la musique.
En 2016, DJ Snake annonce la tournée « Pardon My French Tour » aux États-Unis, avec Tchami, Mercer et Malaa, avec six dates en avril. Il ajoute deux dates supplémentaires, les 28 et 29 décembre,. En 2019, DJ Snake annonce une soirée « Pardon My French » aux Red Rocks Amphitheatre.

### Confession

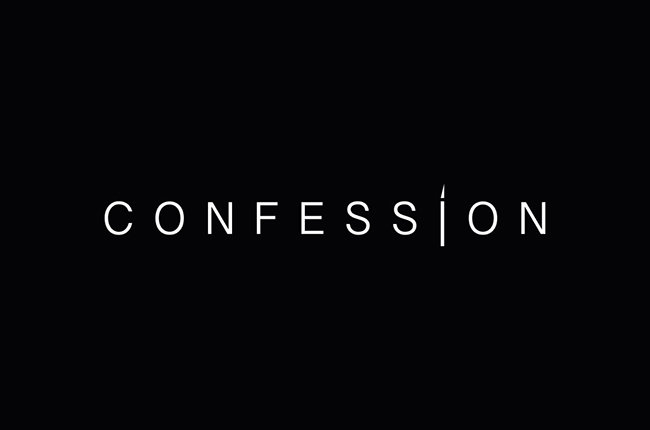
Logo du label de Tchami.

Le 11 novembre 2015, Tchami fonde son label discographique Confession,. Peu après sa création, Angelz et Malaa, deux DJs français se joignent au projet et y signent un premier morceau. D'autres artistes français et internationaux rejoignent ensuite le label, dont Mercer, Bellecour, Keeld, Tony Romera, Loge21, Dombresky, Dustycloud ou encore Hooders. Le label est spécialisé dans les productions de type Bass house, G-House, Tech house, Deep house, et House. Le premier succès notable du label est un titre de Tchami, After Life en featuring avec Stacy Barthe. Avec la sortie, de son premier EP, After Life EP.

### Collaborations en tant que producteur
Tchami a collaboré plusieurs fois avec Lady Gaga en tant que producteur, coproducteur, producteur additionnel ou auteur, sur les albums ARTPOP (Applause, Do What U Want, Sexxx Dreams) et Chromatica (Stupid Love, Rain on Me, 1000 Doves, Babylon) de la chanteuse.
En France, Tchami collabore notamment avec Vald. Il est crédité sur le deuxième et le troisième album du rappeur parisien,,.

## Discographie

### Album studio
- 2020 :  Year Zero

## Distinctions

### Top 100DJ Mag
- 2015 : #62 (Nouvelle entrée)[43]
- 2017 : #95 (+14, Re-entrée)[44]
- 2018 : #82 (+13)[45]